# 隆昌山勝茂
隆昌山 勝茂（りゅうしょうやま かつしげ、1942年10月20日-没年不明）は、小野川部屋、出羽海部屋に所属した元力士。本名は平戸 茂（ひらと しげる）。現在の長崎県西海市出身。177cm、98kg。最高位は西十両7枚目。得意技は左四つ、寄り。

## 経歴
大工の子として生まれ、中学校2年生だった1956年に出羽海部屋の一行が巡業に来た時に小結・成山が親戚の家に宿泊した。翌1957年に父親と一緒に11月場所を観戦して成山を訪ねると勧誘され、自分の力を試してみたかったので進学させる予定だった父親を説得して、中学校卒業後に小野川部屋へ入門した。
1958年3月場所に初土俵。序二段を通過するのに約2年の年月を費やしたが、それ以降は順調に出世し、1964年9月場所に十両に昇進（この時の四股名は「宝満山 茂」）。十両を12場所務めたが、十両に定着できなかったために入幕はならず、十両中位から下位で相撲を取ることがほとんどであった。3度目の幕下陥落を喫した1968年5月場所に25歳で廃業した。
番付運が不運な力士としても知られ、幕下筆頭で3場所連続勝ち越したにも係わらず同地位に据え置かれ続け十両昇進を見送られたこともある。

## 主な成績
- 通算成績：274勝239敗15休 勝率.534
- 十両成績：80勝100敗 勝率.444
- 現役在位：62場所
- 十両在位：12場所

### 場所別成績
| | 一月場所 初場所（東京） | 三月場所 春場所（大阪） | 五月場所 夏場所（東京） | 七月場所 名古屋場所（愛知） | 九月場所 秋場所（東京）   | 十一月場所 九州場所（福岡） |
| --- | ----------------------- | ----------------------- | ----------------------- | --------------------------- | ------------------------- | --------------------------- |
| 1958年 （昭和33年） | x                       | （前相撲）              | （前相撲）              | 東序ノ口4枚目 3–5           | 西序二段124枚目 7–1       | 西序二段72枚目 5–3          |
| 1959年 （昭和34年） | 東序二段58枚目 4–4      | 西序二段49枚目 4–4      | 東序二段46枚目 3–5      | 東序二段50枚目 4–4          | 西序二段47枚目 休場 0–0–8 | 東序二段89枚目 4–4          |
| 1960年 （昭和35年） | 東序二段88枚目 6–2      | 西序二段43枚目 6–2      | 東序二段2枚目 3–5       | 西序二段10枚目 6–1          | 西三段目62枚目 4–3        | 東三段目45枚目 2–5          |
| 1961年 （昭和36年） | 東三段目66枚目 3–4      | 東三段目78枚目 3–4      | 西三段目92枚目 5–2      | 西三段目49枚目 5–2          | 東三段目22枚目 5–2        | 東幕下84枚目 5–2            |
| 1962年 （昭和37年） | 東幕下56枚目 2–5        | 西幕下65枚目 4–3        | 東幕下60枚目 3–4        | 東幕下63枚目 4–3            | 西幕下59枚目 6–1          | 西幕下38枚目 1–6            |
| 1963年 （昭和38年） | 東幕下64枚目 5–2        | 西幕下47枚目 5–2        | 東幕下35枚目 5–2        | 東幕下21枚目 2–5            | 東幕下34枚目 5–2          | 東幕下22枚目 3–4            |
| 1964年 （昭和39年） | 東幕下25枚目 6–1        | 東幕下9枚目 5–2         | 東幕下2枚目 5–2         | 東幕下筆頭 4–3              | 西十両18枚目 8–7          | 西十両14枚目 8–7            |
| 1965年 （昭和40年） | 東十両13枚目 7–8        | 東十両15枚目 7–8        | 西十両16枚目 8–7        | 東十両15枚目 5–10           | 東幕下4枚目 4–3           | 西幕下筆頭 4–3              |
| 1966年 （昭和41年） | 西幕下筆頭 4–3          | 東幕下筆頭 4–3          | 東幕下筆頭 3–4          | 東幕下3枚目 3–4             | 東幕下5枚目 6–1           | 西幕下筆頭 4–3              |
| 1967年 （昭和42年） | 西十両18枚目 8–7        | 西十両15枚目 4–11       | 東幕下9枚目 5–2         | 東幕下3枚目 5–2             | 東十両13枚目 10–5         | 西十両7枚目 7–8             |
| 1968年 （昭和43年） | 西十両8枚目 6–9         | 東十両11枚目 2–13       | 西幕下5枚目 引退 0–0–7  | x                           | x                         | x                           |
| 各欄の数字は、「勝ち-負け-休場」を示す。 優勝 引退 休場 十両 幕下 三賞：敢=敢闘賞、殊=殊勲賞、技=技能賞 その他：★=金星 番付階級：幕内 - 十両 - 幕下 - 三段目 - 序二段 - 序ノ口 幕内序列：横綱 - 大関 - 関脇 - 小結 - 前頭（「#数字」は各位内の序列） |                         |                         |                         |                             |                           |                             |

## 改名歴
- 平戸 茂（ひらと しげる）1958年3月場所 - 1960年1月場所
- 平泉 茂（ひらいずみ しげる）1960年3月場所 - 1963年1月場所
- 宝満山 茂（ほうまんざん しげる）1963年3月場所 - 1966年7月場所
- 隆昌山 茂（りゅうしょうやま しげる）1966年9月場所 - 1967年1月場所
- 隆昌山 勝茂（りゅうしょうやま かつしげ）1967年3月場所 - 1968年5月場所